# Période d'anarchie alaouite
La période d'anomie alaouite est une période de l'histoire du Maroc et de la dynastie alaouite caractérisée par une guerre civile entre les différents fils de Moulay Ismaïl, qui a duré de 1727 à 1757.
En 1727, après la mort de Moulay Ismaïl, dont le règne a constitué un âge d'or, une terrible période d'anomie débute au Maroc. Plusieurs fils du sultan s'affrontent pour le pouvoir avec l'appui des Abid al-Bukhari et du guich des Oudaïas qui, disposant du monopole de la force, font et défont les sultans.